# Sagehen Nunataks
I Sagehen Nunataks sono un piccolo gruppo di nunatak (picchi rocciosi isolati) di forma pressoché triangolare, che si innalzano di circa 150 m al di sopra del livello base del Ghiacciaio Holdsworth, 9 km a nord del McNally Peak, nei Monti della Regina Maud,  in Antartide.
I picchi sono stati mappati dall'United States Geological Survey (USGS) sulla base di rilevazioni e foto aeree scattate dalla U.S. Navy nel periodo 1960-64. Nel 1978-79 sono stati visitati dal gruppo geologico dell'Arizona State University che faceva parte dell'United States Antarctic Research Program (USARP).
La denominazione fa riferimento a Cecil the Sagehen (in lingua inglese: Cecil, il gallo della salvia), la mascotte del Pomona College di Claremont, in California, alma mater di Scott G. Borg, uno dei membri del gruppo geologico.